# 入江氏
入江氏（いりえし）は、日本の氏族のひとつ。本姓は藤原氏。

## 歴史

### 平安時代
平安時代後期に、入江維清（藤原為憲の曾孫）が駿河国有渡郡入江（現在の静岡県静岡市清水区）を本貫として入江氏を称したのを始まりとする。

### 鎌倉時代
『太平記』によると、元弘元年（1331年）後醍醐天皇の笠置山挙兵の際に駿河国入江荘の地頭、入江春倫（入江治倫と同一の可能性あり）が、千二百余騎で討幕軍に参加している。その時の功により駿河国入江荘の地頭職を保っている。

### 南北朝時代
建武2年（1334年）の中先代の乱で、敗れて鎌倉から逃れて来た足利直義と成良親王を北条氏の軍勢から守り、手越宿まで退かせ、東下して来た足利尊氏が乱を鎮圧、その後 足利氏に属した。
その後、天平7年（1352年）の観応の擾乱では、尊氏方に属し武蔵野合戦において春倫が戦死し息子（甥の可能性あり）の入江資義（入江春則と同一の可能性あり）が高槻城を築城、居城とした。

### 戦国時代
戦国時代には、細川氏の被官となる。
しかし、両細川の乱で細川氏が弱体すると、勢力を強めた三好氏と行動を共にするようになり、永禄12年（1569年）1月の本圀寺の変で入江元秀（春継、秀継とも）は三好三人衆と共に足利義輝の屋敷を攻め、誅死、以後は高槻城へは和田惟政が入った。

### 江戸時代
江戸時代に入り、元秀の子である景秀と景光は、肥後細川氏の家臣となり、維新を迎えた。